# Pałac Kinskich w Wiedniu
Pałac Kinskich w Wiedniu (niem. Palais Kinsky, Palais Daun-Kinsky) – barokowy pałac wiedeński, kojarzony z rodem Kinskich, ponieważ rodzina ta była w jego posiadaniu od 1784 r.
Pałac zbudował w latach 1713–1716 Johann Lucas von Hildebrandt, zaś pierwszym jego lokatorem i zamawiającym budowlę był marszałek hrabia Philipp Wirich von Daun („Daun´scher Palast”).
W 1764 r. pałac przejął hr. Khevenhüller, a w 1784 r. odziedziczyła go rodzina Kinsky (hrabina Rosa von Kinsky), dlatego dziś znany jest jako Pałac Kinskich.
7 maja 1763 urodził się tu ks. Józef Poniatowski, Naczelny Wódz Wojsk Polskich Księstwa Warszawskiego, marszałek Francji.
Dzisiejszym właścicielem pałacu jest Karl Wlaschek.

## Literatura
- Wilhelm G. Rizzi, Hellmut Lorenz, Wolfgang Prohaska: Palais Daun-Kinsky Wien 2001, ISBN 3-901749-22-5.